# Schildkrötensauce
Schildkrötensauce (Sauce tortue) ist eine Sauce der klassischen Küche auf der Basis von Madeirasauce, die mit Tomatenmark und Schildkrötenkräutern ergänzt wird. Sie wurde früher zu Ragouts aus der Suppenschildkröte serviert und wird es heute noch zu Kalbskopf auf Schildkröten-Art.
Ungeachtet ihres Namens enthält eine Schildkrötensauce nach Escoffier kein Schildkrötenfleisch, der Name leitet sich vermutlich von den sogenannten Schildkrötenkräutern (eine Gewürzmischung) ab.